# 민털꼬리양털쇠주머니쥐
민털꼬리양털쇠주머니쥐 (Marmosa regina)는 주머니쥐과에 속하는 남아메리카 유대류의 일종이다. 브라질과 콜롬비아, 에콰도르, 페루 그리고 볼리비아에 분포한다. 아마존 분지 서쪽 극단 일부 지역의 열대 우림과 안데스산맥 동쪽 구릉 지대의 해발 최대 1634m에서 발견된다. 이전에는 양털쇠주머니쥐속(Micoureus)으로 분류했지만 2009년부터 양털쇠주머니쥐속을 쇠주머니쥐속(Marmosa)의 아속으로 분류하고 있다.